# Nemesis robusta
Espèce
Synonymes
- Ergasilina robusta Beneden, 1851[2]
- Pagodina robusta Beneden, 1853[2]

Nemesis robusta est une espèce de copépodes de la famille des Eudactylinidae. C'est un parasite de certains poissons, notamment des requins du genre Carcharhinus.